# Lucius Aelius Seianus
Lucius Aelius Seianus (Kr. e. 20. – Kr. u. 31. október 18.) katonatiszt, politikus, Tiberius római császár bizalmasa és barátja, az ókori Róma egyik legnagyobb hatalmú és legrettegettebb személyisége volt.
Seianus Volsinii etruszk városában született, a lovagrendi Lucius Seius Strabo fiaként, aki Augustus testőrparancsnoka volt. Később adoptálták az Aelia gensbe.
Tiberius trónra lépésekor nevezték ki parancsnoknak apja mellé, majd Seius egyiptomi helytartóvá történő kinevezésekor (15) Seianus maradt az egyetlen testőrparancsnok. Hatalma és befolyása pedig egyre nőtt, amikor az addig Itáliában 9 praetori cohorsot 21-ben összevonták egy táborba a főváros falai mellett. A testőrparancsnok a római elitet rettegésben tartotta kém- és besúgórendszerével. Felségsértési perek (laesa maiestas) tömegei zúdultak az arisztokraták nyakába, melyek zömmel halálos ítélettel végződtek. Seianus minden lehetséges ellenfelével végezni igyekezett.
Tiberius fia, Drusus halála (23) után – melyben, mint utóbb kiderült, Seianusnak és szeretőjének, Drusus feleségének, Livillának volt nagy szerepe – Seianus nyílt lépéseket tett a trón megszerzésének irányába: 25-ben kérelmezte Tiberiusnál, hogy elvehesse az özvegyet. A császár furcsa módon elutasította kegyencének kérését. Mindazonáltal amikor a princeps 26-ban végleg visszavonult és Capri szigetére költözött, a testőrparancsnok gyakorlatilag egyeduralkodóvá vált Rómában.
31-ben lovagrendi származása ellenére Tiberius consultársa lett, és a császár engedélyezte számára, hogy feleségül vegye Livilla lányát, a császár unokáját, Claudia Juliát. A magát immár trónörökösi pozícióban érző Seianusra teljesen váratlanul csapott le Tiberius. Antonia, a császár sógornőjének vádjára Naevius Sutorius Macro katonai tribunus letartóztatta felettesét. A feltehetően puccsra készülő Seianust kivégezték, utódja Macro lett. Hívei és családja zömét elpusztították, felesége, Apicata pedig öngyilkosságot követett el, ám előtte megvádolta Livillát Drusus megmérgezésével.

## Seianus az irodalomban
A legtöbb római történetíró, így Tacitus, Suetonius és Cassius Dio is megemlékezett Seianusról. Viszonylag kevés kortárs emlék maradt fenn róla, mert halála után a damnatio memoriaet alkalmazták nála is. Ben Jonson 1603-ban írta meg Seianus bukása című drámáját. Seianust Patrick Stewart alakította Robert Graves regényének, az Én, Claudiusnak filmváltozatában.
| Elődei: Lucius Naevius Surdinus (suff) és Caius Cassius Longinus (suff) | Consul 31 collega: Tiberius | Utódai: Faustus Cornelius Sulla (suff) és Sextus Tedius Valerius Catullus (suff) |